# Park Narodowy Jeziora Nakuru
Park Narodowy Jeziora Nakuru (ang. Lake Nakuru National Park) – park narodowy położony w centralnej Kenii w Wielkich Rowach Afrykańskich nad płytkim, słonawym jeziorem tektonicznym Nakuru u podnóża klifów Wielkich Rowów. Jezioro zajmuje powierzchnię 62 km² i od połowy lat 50. XX w. regularnie wysycha.
Park utworzono w 1968, a w 1974 roku rozszerzono go o tereny położone na północ od jeziora oraz o przylegającą sawannę, dzięki czemu powierzchnia parku wynosi teraz 188 km². Park znajduje się na wysokości 1219-1757 m n.p.m. Roczna suma opadów wynosi 965 mm.

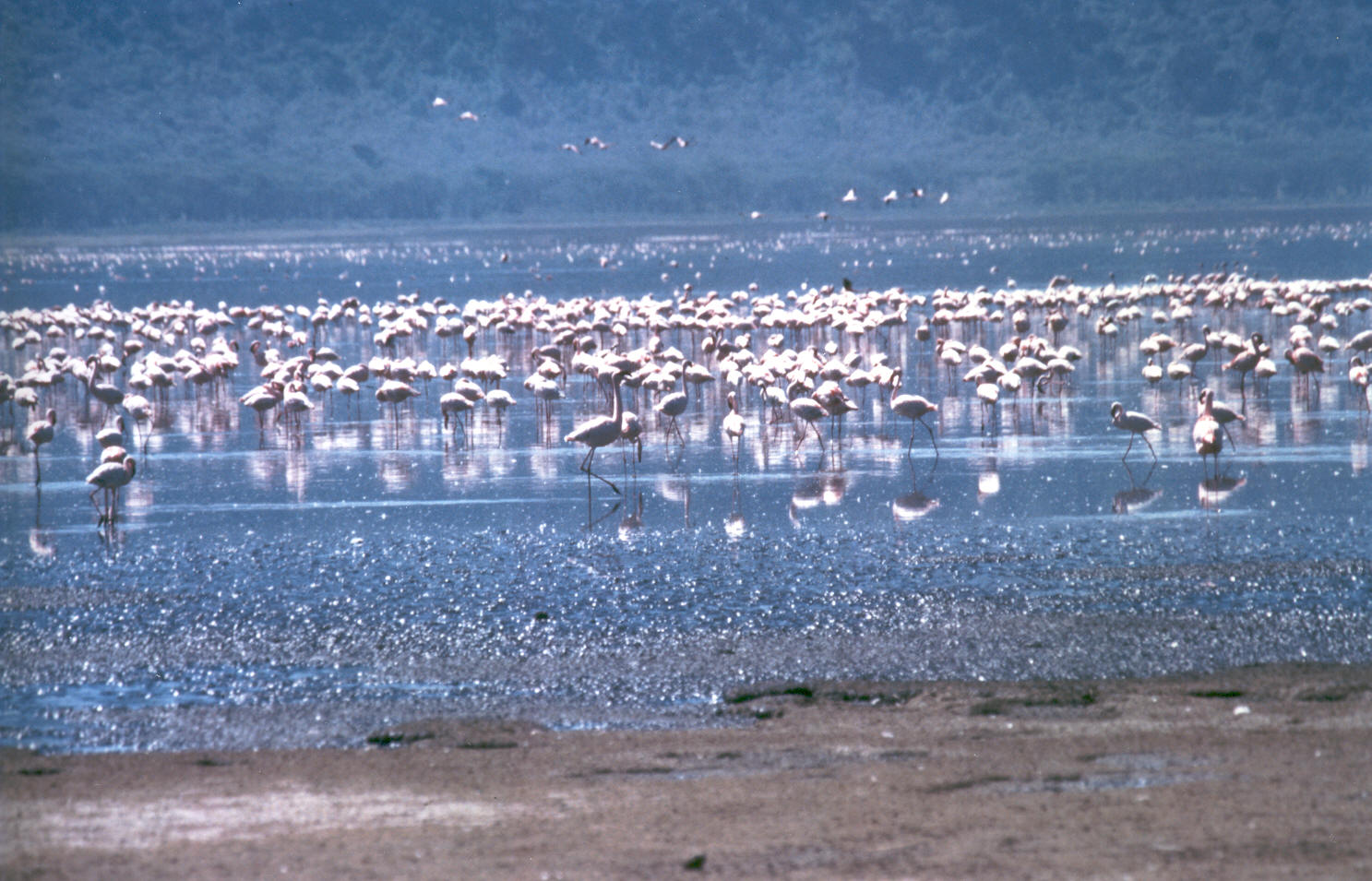
Flamingi nad jeziorem Nakuru

## Fauna
Występuje tu 450 gatunków awifauny oraz 56 gatunków ssaków. Z ssaków spotkać można lwy, lamparty, hieny, różne gatunki antylop, gazelę Granta, gazelę Thomsona, dikdika żwawego, koba śniadego. Odradza się populacja nosorożca czarnego, a spotyka się również nosorożca białego. W 1977 roku z zachodniej Kenii sprowadzono żyrafy Rothschilda, które znalazły tu niezłe warunki i zaaklimatyzowały się na tym terenie. Do ciekawszych ssaków należą blisko spokrewnione ze słoniami góralki skalne.
Ptaki reprezentowane są przez takie gatunki jak: drop olbrzymi, marabut, bielik afrykański, pelikan, a przede wszystkim flamingi, których tysiące żerują nad jeziorem Nakuru. W wodach jeziora żyją ryby, mikroskopijne algi i drobne skorupiaki, co przyciąga z kolei tysiące ptaków. Szacuje się, że w szczytowych okresach może tu przebywać do dwóch milionów flamingów. Po spożyciu przez flamingi 135 ton alg, czego dokonują w ciągu jednego dnia, wydalają 45 ton odchodów. Tak duża ilość guana sprawia, iż w ciągu kilku godzin następuje podwojenie ilości alg, dzięki czemu zasoby pożywienia są odnawialne w krótkim czasie.

## Flora
Na terenie parku występuje ok. 550 różnych gatunków roślin.

## Turystyka
Park charakteryzuje się dobrą infrastrukturą, a dopełnieniem wszystkich atrakcji jest las wielkich wilczomleczy przypominających swoim wyglądem kaktusy.
Na terenie parku znajduje się wodospad Makalu.
Park posiada trzy główne wejścia: Main Gate, Lanet Gate oraz Nderit Gate.